# Дев'ята брама
«Дев'ята брама» (англ. The Ninth Gate) — французько-іспансько-американський містичний трилер режисера Романа Поланскі за мотивами роману «Клуб Дюма» іспанського письменника Артуро Переса-Реверте. Прем'єра відбулася 25 серпня 1999 р. Музику до фільму написав польський композитор Войцех Кіляр.

## Сюжет
У трьох примірниках книги «Дев'ять брам до царства привидів» 1666 року видання, які розкидані по приватних бібліотеках відомих колекціонерів з Португалії, Франції та США, зашифрована головоломка. Зібравши і розгадавши її можна викликати на землю самого Люцифера. Останній, до речі, вважається співавтором книги. А другого її автора, учня Люцифера, інквізиція спалила.
Власник одного з примірників цієї книги, колекціонер творів по відьмознавству і демонології зі США Борис Балкан (Френк Ланджелла), наймає Діно Корсо (Джонні Депп) — детектива, який займається пошуками рідкісних книг. Він переконаний, що лиш одна з трьох книг є оригіналом та хоче знати, яка саме. Наказує Корсо з'ясувати це.
Щойно детектив береться за справу, як з ним починають коїтися дивні речі. Неодноразово його намагаються вбити. Опісля того, як він ознайомлюється з книгами двох інших колекціонерів, вони гинуть, а самі книги хтось намагається знищити.

## У ролях
| Актор             | Роль                       |
| ----------------- | -------------------------- |
| Джонні Депп       | Дін Корсо                  |
| Френк Ланджелла   | Борис Балкан               |
| Лена Олін         | Ліана Телфер               |
| Еммануель Сеньє   | дівчина                    |
| Барбара Джеффорд  | баронеса Кесслер           |
| Джек Тейлор       | Віктор Фаргас              |
| Хосе Лопес Родеро | брати Пабло і Педро Сеніза |
| Тоні Амоні        | охоронець Ліани            |
| Джеймс Руссо      | Берні                      |
| Віллі Голт        | Ендрю Телфер               |
| Аллен Гарфілд     | Віткін                     |
| Жак Дакмін        | старий                     |
| Джо Шерідан       | син старого                |
| Ребекка Полі      | невістка                   |
| Кетрін Бенгиги    | консьєрж                   |
| Марія Дюкеші      | секретар                   |
| Жак Коллар        | Грубер                     |